# Hypocysta aspis
Hypocysta aspis är en fjärilsart som beskrevs av Jordan 1924. Hypocysta aspis ingår i släktet Hypocysta och familjen praktfjärilar. Inga underarter finns listade i Catalogue of Life.